# 1984年ロサンゼルスオリンピックの体操競技
1984年ロサンゼルスオリンピックの体操競技（1984ねんロサンゼルスオリンピックのたいそうきょうぎ）は、1984年7月29日から8月11日の日程で行われたオリンピックの体操である。体操の体操競技、新体操が実施された。西側諸国の1980年モスクワオリンピックボイコットに対する報復として、ソビエト連邦を中心とした東側諸国は出場していない。

## 概要
体操競技の男子は団体総合・個人総合・種目別6種目の計8種目、女子は団体総合・個人総合・種目別4種目の計6種目が実施され、新たに新体操の個人総合が新種目となり、合計15種目が実施された。
観衆から10点満点を要求する歓声（テン・コール）が上がるなど盛り上がった影響もあり、10点満点をはじめ高得点が続出した。しかし、異なる難度でも着地が成功すればともに10点満点が与えられる等、着地のみを重視した傾向は日本国内外で批判された。このため翌1985年より、新たにD難度が設けられたり採点基準が厳しくなった。一方、華やかでアクロバット的な演技への評価が高まり、体操競技は新たな局面へ向かうようになった。
体操競技の個人総合は、持ち点（団体総合での獲得得点の半分）で5位の具志堅幸司が、第3種目の跳馬で10点満点を出し3位に浮上。続く鉄棒で首位になると、そのまま逃げ切り逆転優勝を果たした。種目別では、鉄棒にて森末慎二が団体規定・団体自由・種目別すべてで10点満点を出し、体操史上2人目・男子初の完全優勝を果たした。
ベラ・カロリーがルーマニアから米国へ亡命し同国のコーチに就任しており、カロリーの弟子同士の対決としても注目された。
団体総合は、ルーマニアが初優勝を果たした。
個人総合はエカテリーナ・サボー（ルーマニア）と地元のメアリー・ルー・レットン（米国）が接戦を繰り広げた。最終種目の跳馬では観衆からレットン・コールが巻き起こりレットンは10点満点を獲得。サボーを逆転してレットンが優勝した。"ゴムまり娘"と渾名されたレットンの活躍は、女子体操界に新たな一石を投じた。
今大会から新たに採用された新体操女子総合では、空調の風で帯状布（リボン）演技にミスが相次いだ。初代女王は東洋系カナダ人のローリ・ファンだった。

## 競技結果

### 体操競技

#### 男子
| 種目     | 金 | 銀                                             | 銅                                                                 |
| -------- | --- | ---------------------------------------------- | ------------------------------------------------------------------ |
| 団体総合 | アメリカ合衆国 (USA) バート・コナー Timothy Daggett ミッチー・ゲイロード James Hartung スコット・ジョンソン ピーター・ビドマー | 中国 (CHN) 李寧 李小平 李月久 楼雲 童非 許志強 | 日本 (JPN) 梶谷信之 山脇恭二 平田倫敏 具志堅幸司 外村康二 森末慎二 |
| 個人総合 | 具志堅幸司 日本 (JPN) | ピーター・ビドマー アメリカ合衆国 (USA)        | 李寧 中国 (CHN)                                                    |
| 床       | 李寧 中国 (CHN) | 楼雲 中国 (CHN)                                | 外村康二 日本 (JPN)                                                |
| 床       | 李寧 中国 (CHN) | 楼雲 中国 (CHN)                                | フィリップ・バチュオーヌ フランス (FRA)                            |
| 鉄棒     | 森末慎二 日本 (JPN) | 童非 中国 (CHN)                                | 具志堅幸司 日本 (JPN)                                              |
| 平行棒   | バート・コナー アメリカ合衆国 (USA)                                                                                            | 梶谷信之 日本 (JPN)                            | ミッチー・ゲイロード アメリカ合衆国 (USA)                          |
| あん馬   | 李寧 中国 (CHN) | 該当者無し                                     | ティム・ダゲット アメリカ合衆国 (USA)                              |
| あん馬   | ピーター・ビドマー アメリカ合衆国 (USA)                                                                                        | 該当者無し                                     | ティム・ダゲット アメリカ合衆国 (USA)                              |
| つり輪   | 具志堅幸司 日本 (JPN) | 該当者無し                                     | ミッチー・ゲイロード アメリカ合衆国 (USA)                          |
| つり輪   | 李寧 中国 (CHN) | 該当者無し                                     | ミッチー・ゲイロード アメリカ合衆国 (USA)                          |
| 跳馬     | 楼雲 中国 (CHN) | ミッチー・ゲイロード アメリカ合衆国 (USA)      | 該当者無し                                                         |
| 跳馬     | 楼雲 中国 (CHN) | 具志堅幸司 日本 (JPN)                          | 該当者無し                                                         |
| 跳馬     | 楼雲 中国 (CHN) | 李寧 中国 (CHN)                                | 該当者無し                                                         |
| 跳馬     | 楼雲 中国 (CHN) | 森末慎二 日本 (JPN)                            | 該当者無し                                                         |

#### 女子
| 種目         | 金 | 銀 | 銅                                               |
| ------------ | --- | --- | ------------------------------------------------ |
| 団体総合     | ルーマニア (ROM) シモナ・ポーカ ミハエラ・スタヌレト エカテリーナ・サボー ラヴィニア・アガケ ローラ・クチナ クリスティーナ・グリゴラス | アメリカ合衆国 (USA) ジュリアンヌ・マクナマラ メアリー・ルー・レットン トレイシー・タラヴェラ パメラ・ビレック ミシェル・デュッセ キャシー・ジョンソン | 中国 (CHN) 陳永妍 黄群 馬燕紅 呉佳妮 周萍 周秋瑞 |
| 個人総合     | メアリー・ルー・レットン アメリカ合衆国 (USA)                                                                                          | エカテリーナ・サボー ルーマニア (ROM) | シモナ・ポーカ ルーマニア (ROM)                  |
| 床           | エカテリーナ・サボー ルーマニア (ROM)                                                                                                  | ジュリアンヌ･マクナマラ アメリカ合衆国 (USA) | メアリー・ルー・レットン アメリカ合衆国 (USA)    |
| 平均台       | エカテリーナ・サボー ルーマニア (ROM)                                                                                                  | 該当者無し | キャシー・ジョンソン アメリカ合衆国 (USA)        |
| 平均台       | シモナ・ポーカ ルーマニア (ROM) | 該当者無し | キャシー・ジョンソン アメリカ合衆国 (USA)        |
| 段違い平行棒 | 馬燕紅 中国 (CHN) | 該当者無し | メアリー・ルー・レットン アメリカ合衆国 (USA)    |
| 段違い平行棒 | ジュリアンヌ･マクナマラ アメリカ合衆国 (USA)                                                                                           | 該当者無し | メアリー・ルー・レットン アメリカ合衆国 (USA)    |
| 跳馬         | エカテリーナ・サボー ルーマニア (ROM)                                                                                                  | メアリー・ルー・レットン アメリカ合衆国 (USA) | ラヴィニア・アガケ ルーマニア (ROM)              |

### 新体操
| 種目     | 金                          | 銀                                        | 銅                                  |
| -------- | --------------------------- | ----------------------------------------- | ----------------------------------- |
| 個人総合 | ローリ・ファン カナダ (CAN) | ドイナ・シュタイクレスク ルーマニア (ROM) | レギーナ・ヴェーバー 西ドイツ (FRG) |

## 国・地域別のメダル獲得数
| 順   | 国・地域             | 金 | 銀 | 銅 | 計 |
| ---- | -------------------- | -- | -- | -- | -- |
| 1    | アメリカ合衆国 (USA) | 5  | 5  | 6  | 16 |
| 2    | 中国 (CHN)           | 5  | 4  | 2  | 11 |
| 3    | ルーマニア (ROU)     | 5  | 2  | 2  | 9  |
| 4    | 日本 (JPN)           | 3  | 3  | 3  | 9  |
| 5    | カナダ (CAN)         | 1  | 0  | 0  | 1  |
| 6    | フランス (FRA)       | 0  | 0  | 1  | 1  |
| 6    | 西ドイツ (FRG)       | 0  | 0  | 1  | 1  |
| 合計 | 合計                 | 19 | 14 | 15 | 48 |